# Chamyna subnebulosa
Chamyna subnebulosa är en fjärilsart som beskrevs av J. Peter Maassen 1890. Chamyna subnebulosa ingår i släktet Chamyna och familjen nattflyn. Inga underarter finns listade i Catalogue of Life.